# Le Kremlin-Bicêtre
Le Kremlin-Bicêtre è un comune francese di 26 551 abitanti situato nel dipartimento della Valle della Marna nella regione dell'Île-de-France. Vi si trova l'ospedale di Bicêtre.

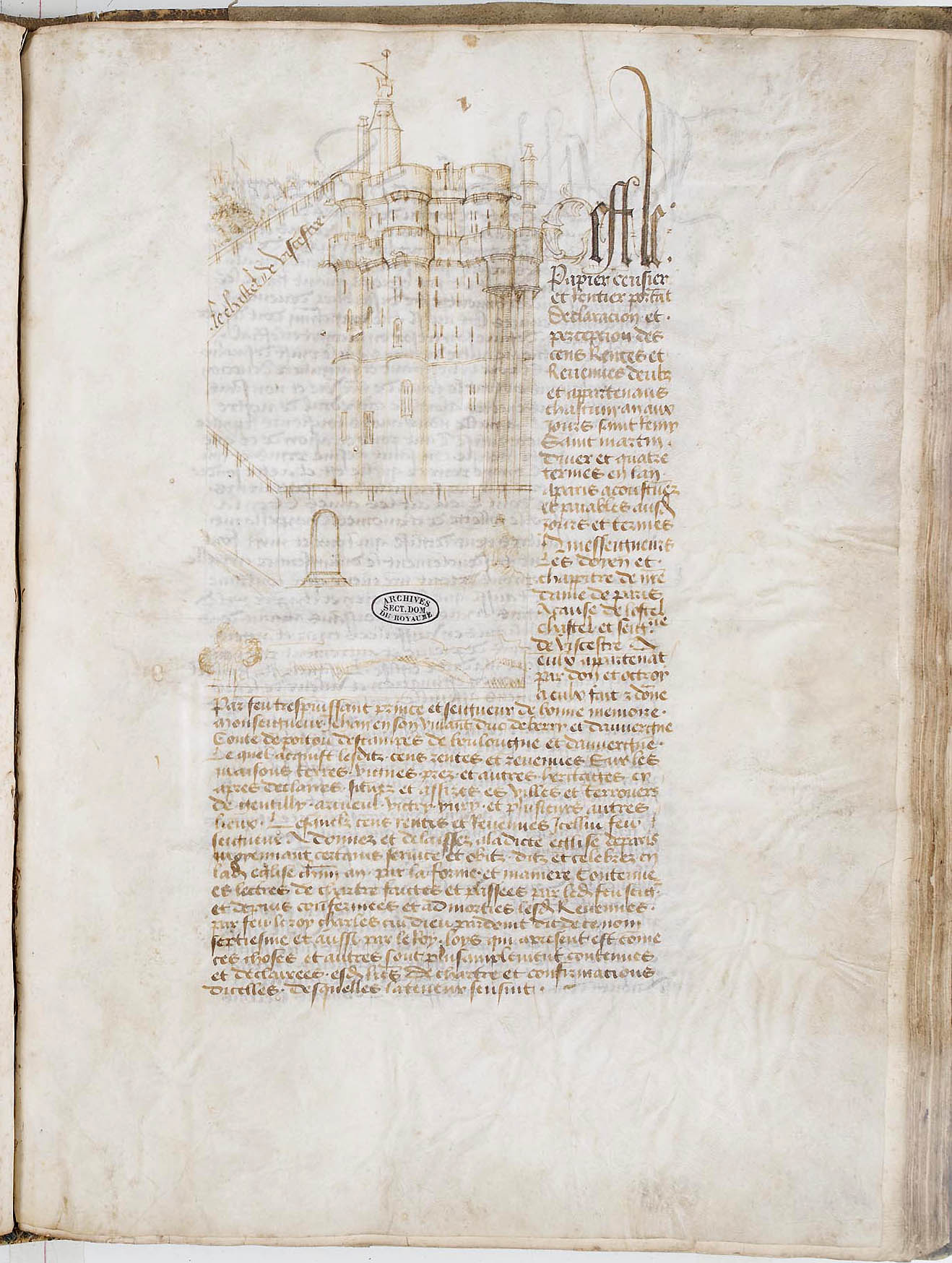
Registro dei censi ("papier censier et rentier") da pagare al capitolo della Cattedrale di Notre-Dame di Parigi, 1474. Questo folio riporta un disegno a penna che rappresenta un dongione, indicato come quello del castello di "Viscestre" (Bicêtre), in realtà molto più simile a quello di Vincennes, che era stato donato da Giovanni di Valois, duca di Berry, al capitolo nel 1413. Firma in forma di monogramma di Étienne Ruffi (copista del registro, forse l'autore del disegno). (Archivi nazionali francesi).

## Società

### Evoluzione demografica
Abitanti censiti

## Cultura

### Istruzione
- École pour l'informatique et les techniques avancées
- École pour l'informatique et les nouvelles technologies
- E-Artsup
- Coding Academy
- IONIS School of Technology and Management
- Web@cademie